# Yemichdjan
Yemichdjan est un village d'Azerbaïdjan situé dans le raion de Khojavend. Elle compte 194 habitants en 2005.